# Virginia Brindis de Salas

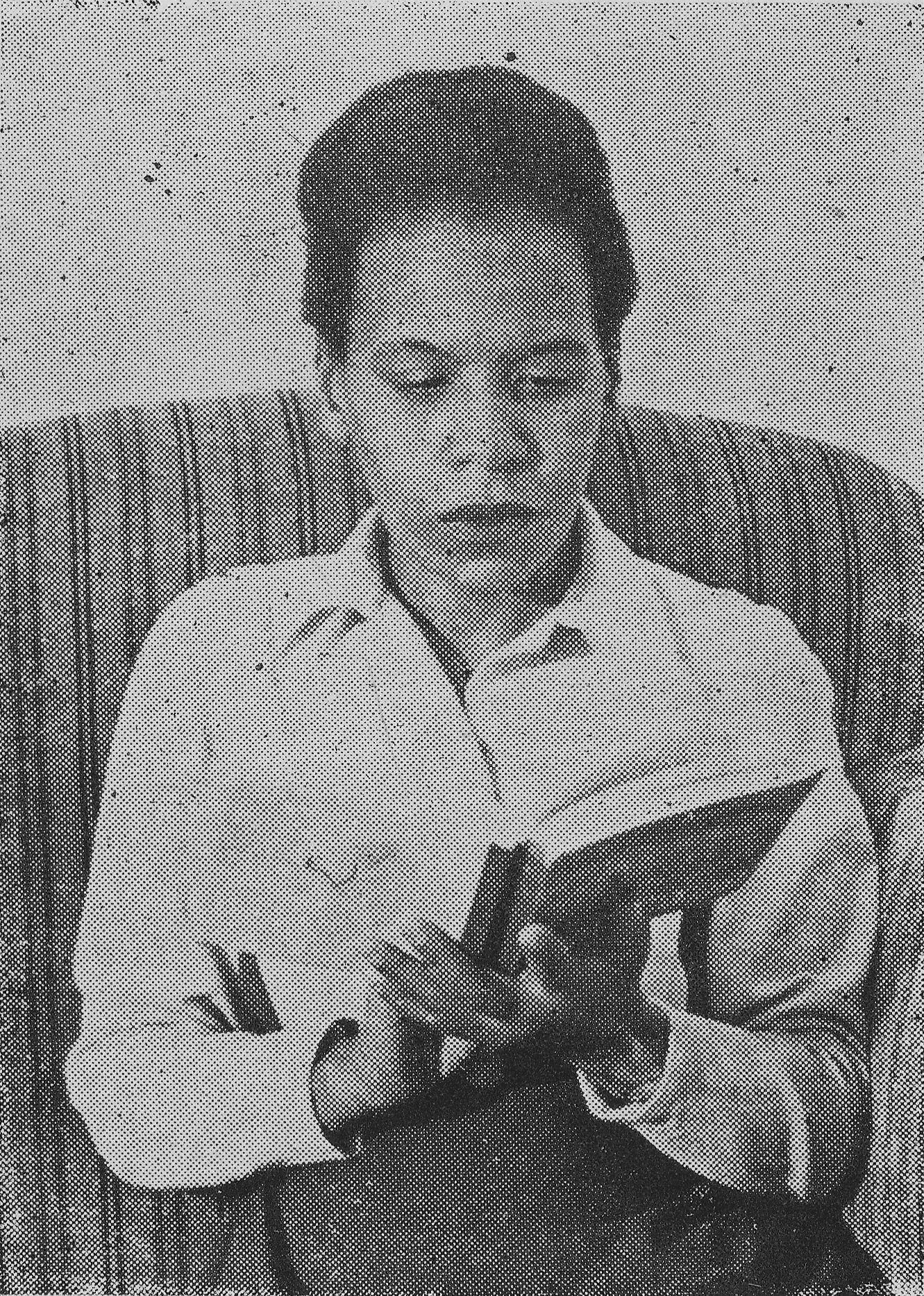
Virginia Brindis de Salas, 1949

Virginia Brindis de Salas (* 18. September 1908 in Montevideo; † 6. April 1958 in Argentinien) war eine Dichterin der schwarzen Gemeinschaft Uruguays. Sie war die führende schwarze Dichterin des Landes und gilt als „die kämpferischste unter den afro-uruguayischen Schriftstellern“. Ihre Gedichte thematisieren die soziale Realität der schwarzen Uruguayer. Über ihr Leben ist wenig bekannt; Joy Elizondo zufolge behauptete sie, die Nichte des kubanischen Geigers Claudio Brindis de Salas zu sein, was jedoch nicht belegt ist.

## Leben
Brindis de Salas war die Tochter von José Salas und María Blanca Rodríguez.
Sie war Mitarbeiterin der schwarzen Kunstzeitschrift Nuestra Raza. Ihre Werke machten sie, zusammen mit dem Afro-Uruguayer Pilar Barrios, zu einer der wenigen in Buchform veröffentlichten uruguayischen Dichter. Brindis de Salas veröffentlichte zwei Gedichtsammlungen. Der erste, Pregón de Marimorena („Der Ruf der Maria Morena“), erschien 1946. Die chilenische Nobelpreisträgerin Gabriela Mistral schrieb über Brindis de Salas: „Sing, geliebte Virginia, du bist die einzige deiner Rasse, die Uruguay repräsentiert. Deine Poesie ist in Los Angeles und im Westen bekannt. Ich habe durch diplomatische Freunde von deinem jüngsten Werk gehört, und Gott möge mir gewähren, dass dieses Buch der Schlüssel ist, der der einzigen mutigen schwarzen uruguayischen Frau, die ich kenne, die Schatulle des Glücks öffnet.“ 1949 veröffentlichte Brindis de Salas Cien Cárceles de Amor („Hundert Gefängnisse der Liebe“),  das in vier Abschnitte unterteilt ist, die jeweils eine andere Art von Musik afrikanischer Herkunft beleuchten: Balladen, Rufe, Tangos und Lieder.
Laut Caroll Mills Young beschwört Brindis de Salas in beiden Sammlungen „poetisch die soziale und kulturelle Realität von Afro-Uruguay… Die Bände sollen den sozialen Wandel in Uruguay fördern; sie veranschaulichen den Kreuzzug der Dichterin für Solidarität, Gleichheit und Würde.“
Im Prolog zu Cien Cárceles de Amor erwähnte Brindis de Salas einen geplanten dritten Band mit dem Titel Cantos de lejanía („Lieder aus der Ferne“), der jedoch nie veröffentlicht wurde.